# 長崎守一
長崎 守一（ながさき しゅいち、1886年（明治19年）9月12日 - 1968年（昭和43年）6月6日）は、日本の陸軍軍人。最終階級は陸軍少将。陸軍司政長官。士候21期。阿部平輔陸軍中将、冨永信政陸軍大将、石原莞爾陸軍中将とは同期。栄典は従四位勲二等功四級。

## 経歴
東京市出身。宮中顧問官長崎省吾の長男として生まれる。麹町小学校、府立一中（現・都立日比谷高校）を経て、1909年5月陸軍士官学校を卒業。同年12月、歩兵少尉に任官。1937年3月台湾軍高級副官、1938年9月第21軍高級副官を経て、1939年3月歩兵第113連隊長となった。1940年陸軍少将に昇進。同年3月歩兵第18旅団長、10月第52歩兵団長となり、翌年1941年8月に待命、予備役編入となった。
1947年（昭和22年）11月28日、公職追放仮指定を受けた。墓所は多磨霊園。

## 栄典
位階
- 1910年（明治43年）2月21日 - 正八位[4]
- 1913年（大正2年）4月21日 - 従七位[5]
- 1918年（大正7年）5月20日 - 正七位[6]
- 1923年（大正12年）7月31日 - 従六位[7]

勲章等
- 1940年（昭和15年）11月10日 - 紀元二千六百年祝典記念章[8]
- 勲二等旭日重光章
- 功四級金鵄勲章

## 家族・親族
- 父は宮中顧問官の長崎省吾。
- 母・多恵子は寺島宗則の娘
- 妻の歌子は伊藤軍兵衛の孫。
- 義弟（妹たちの夫）に子爵大島久忠、男爵三須精一など